# Smiljko Ašperger
Smiljko Ašperger, MRSC, hrvaški kemik, pedagog in akademik, * 25. januar 1921, Zagreb, † 3. maj 2014, Zagreb.
Ašperger je bil dekan Fakultete za farmacijo in biokemijo v Zagrebu (1958-1961, 1964-1966 in 1970-1972). Leta 1975 je postal član HAZU (redni član leta 1991); prav tako je član Kraljevega društva za kemijo.